# Besse (Isère)
Pour les articles homonymes, voir Besse.
Besse-en-Oisans redirige ici.
Besse est une commune française située dans le département de l'Isère, en région Auvergne-Rhône-Alpes.

## Géographie

### Situation et description
Petit village de haute montagne, situé dans une vallée encaissée des montagnes du Dauphiné, Besse est située à 7 km au-dessus du barrage du Chambon en plein cœur de l'Oisans, région naturelle des Alpes françaises.

### Communes limitrophes
La commun est limitrophe de cinq autres communes et de deux départements dont l'un est situé en Région PACA.

### Climat
Pour des articles plus généraux, voir Climat d'Auvergne-Rhône-Alpes et Climat de l'Isère.
En 2010, le climat de la commune est de type climat de montagne, selon une étude du Centre national de la recherche scientifique s'appuyant sur une série de données couvrant la période 1971-2000. En 2020, Météo-France publie une typologie des climats de la France métropolitaine dans laquelle la commune est exposée à un climat de montagne ou de marges de montagne et est dans une zone de transition entre les régions climatiques « Alpes du nord » et « Alpes du sud ».
Pour la période 1971-2000, la température annuelle moyenne est de 6,2 °C, avec une amplitude thermique annuelle de 15,4 °C. Le cumul annuel moyen de précipitations est de 1 114 mm, avec 9,3 jours de précipitations en janvier et 8 jours en juillet. Pour la période 1991-2020, la température moyenne annuelle observée sur la station météorologique installée sur la commune est de 7,7 °C et le cumul annuel moyen de précipitations est de 932,2 mm,. Pour l'avenir, les paramètres climatiques de la commune estimés pour 2050 selon différents scénarios d'émission de gaz à effet de serre sont consultables sur un site dédié publié par Météo-France en novembre 2022.
| Mois                                  | jan.             | fév.           | mars           | avril          | mai           | juin          | jui.            | août          | sep.          | oct.          | nov.           | déc.           | année      |
| ------------------------------------- | ---------------- | -------------- | -------------- | -------------- | ------------- | ------------- | --------------- | ------------- | ------------- | ------------- | -------------- | -------------- | ---------- |
| Température minimale moyenne (°C)     | −4,1             | −4,6           | −1,6           | 1,1            | 4,9           | 8,6           | 10,4            | 10,6          | 7,2           | 4,2           | −0,4           | −3,2           | 2,8        |
| Température moyenne (°C)              | −0,1             | −0,1           | 3,4            | 6,4            | 10,3          | 14,2          | 16,3            | 16,4          | 12,5          | 9             | 3,5            | 0,7            | 7,7        |
| Température maximale moyenne (°C)     | 3,9              | 4,5            | 8,4            | 11,6           | 15,7          | 19,8          | 22,2            | 22,2          | 17,9          | 13,7          | 7,5            | 4,5            | 12,7       |
| Record de froid (°C) date du record   | −25,5 09.01.1985 | −23 02.02.1963 | −20 06.03.1971 | −12 06.04.1970 | −7 03.05.1979 | −4 06.06.1986 | −0,5 08.07.1978 | −1 30.08.1986 | −4 30.09.1974 | −8 31.10.1974 | −16 23.11.1988 | −19 08.12.1969 | −25,5 1985 |
| Record de chaleur (°C) date du record | 15,5 29.01.08    | 19 27.02.19    | 20 17.03.04    | 23 09.04.11    | 27 24.05.09   | 34 27.06.19   | 32 31.07.1983   | 33 19.08.12   | 27,5 06.09.06 | 25,1 02.10.23 | 20 02.11.20    | 16,5 10.12.16  | 34 2019    |
| Précipitations (mm)                   | 85,3             | 64,3           | 68,7           | 60,7           | 75,9          | 74,8          | 68,6            | 70,2          | 72,8          | 90            | 98,2           | 102,7          | 932,2      |

### Lieux-dits et écarts
Bonnefin, le Sert.

## Urbanisme

### Typologie
Au 1er janvier 2024, Besse est catégorisée commune rurale à habitat dispersé, selon la nouvelle grille communale de densité à sept niveaux définie par l'Insee en 2022.
Elle est située hors unité urbaine et hors attraction des villes,.

### Occupation des sols
L'occupation des sols de la commune, telle qu'elle ressort de la base de données européenne d’occupation biophysique des sols Corine Land Cover (CLC), est marquée par l'importance des forêts et milieux semi-naturels (98,3 % en 2018), une proportion sensiblement équivalente à celle de 1990 (97,8 %). La répartition détaillée en 2018 est la suivante : 
milieux à végétation arbustive et/ou herbacée (62,5 %), espaces ouverts, sans ou avec peu de végétation (33,7 %), forêts (2,1 %), zones agricoles hétérogènes (1,7 %). L'évolution de l’occupation des sols de la commune et de ses infrastructures peut être observée sur les différentes représentations cartographiques du territoire : la carte de Cassini (XVIIIe siècle), la carte d'état-major (1820-1866) et les cartes ou photos aériennes de l'IGN pour la période actuelle (1950 à aujourd'hui).

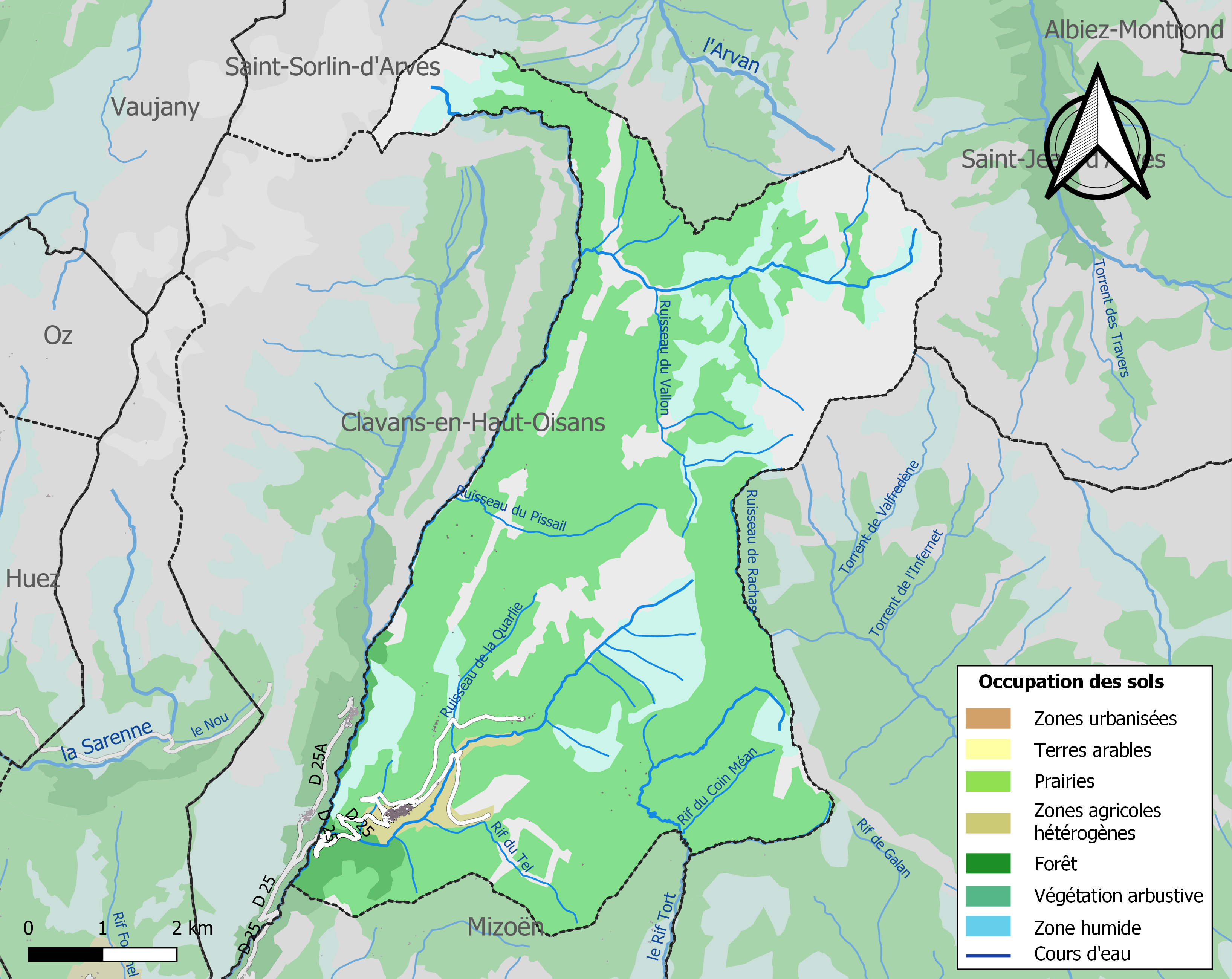
Carte des infrastructures et de l'occupation des sols de la commune en 2018 (CLC).

### Risques naturels et technologiques

#### Risques sismiques
L'ensemble du territoire de la commune de Besse est situé en zone de sismicité n°3 (sur une échelle de 1 à 5), dite « modérée, » comme la plupart des communes de son secteur géographique, le massif de l'Oisans.
| Type de zone | Niveau            | Définitions (bâtiment à risque normal) |
| ------------ | ----------------- | -------------------------------------- |
| Zone 3       | Sismicité modérée | accélération = 1,1 m/s2                |

## Toponymie
Le nom de la commune provient de Beç, qui signifie bouleau en occitan. Le bouleau prédominait sur le territoire de Besse en Oisans avant l'incendie du 24 août 1540.

## Politique et administration

### Liste des maires
| Période                                  | Période                    | Identité         | Étiquette | Qualité  |
| ---------------------------------------- | -------------------------- | ---------------- | --------- | -------- |
| Les données manquantes sont à compléter. |                            |                  |           |          |
| 2001                                     | En cours (au 24 août 2021) | Jean-Rémy Ougier | DVD       | Retraité |

## Population et société

### Démographie
L'évolution du nombre d'habitants est connue à travers les recensements de la population effectués dans la commune depuis 1793. Pour les communes de moins de 10 000 habitants, une enquête de recensement portant sur toute la population est réalisée tous les cinq ans, les populations de référence des années intermédiaires étant quant à elles estimées par interpolation ou extrapolation. Pour la commune, le premier recensement exhaustif entrant dans le cadre du nouveau dispositif a été réalisé en 2005.

En 2022, la commune comptait 153 habitants, en évolution de +18,6 % par rapport à 2016 (Isère : +3,07 %, France hors Mayotte : +2,11 %).
| 1793 | 1800 | 1806  | 1821 | 1831  | 1836 | 1841 | 1846 | 1851 |
| ---- | ---- | ----- | ---- | ----- | ---- | ---- | ---- | ---- |
| 922  | 982  | 1 028 | 905  | 1 027 | 939  | 952  | 912  | 961  |

| 1856 | 1861 | 1866 | 1872 | 1876 | 1881 | 1886 | 1891 | 1896 |
| ---- | ---- | ---- | ---- | ---- | ---- | ---- | ---- | ---- |
| 884  | 894  | 926  | 902  | 872  | 829  | 826  | 798  | 800  |

| 1901 | 1906 | 1911 | 1921 | 1926 | 1931 | 1936 | 1946 | 1954 |
| ---- | ---- | ---- | ---- | ---- | ---- | ---- | ---- | ---- |
| 764  | 740  | 681  | 571  | 496  | 466  | 454  | 368  | 242  |

| 1962 | 1968 | 1975 | 1982 | 1990 | 1999 | 2005 | 2006 | 2010 |
| ---- | ---- | ---- | ---- | ---- | ---- | ---- | ---- | ---- |
| 204  | 162  | 116  | 117  | 116  | 130  | 144  | 144  | 142  |

| 2015 | 2020 | 2022 | - | - | - | - | - | - |
| ---- | ---- | ---- | - | - | - | - | - | - |
| 133  | 148  | 153  | - | - | - | - | - | - |

### Enseignement
La commune est rattachée à l'académie de Grenoble.

### Médias
Historiquement, le quotidien à grand tirage Le Dauphiné libéré consacre, chaque jour, y compris le dimanche, dans son édition de l'Isère-Sud, un ou plusieurs articles à l'actualité du canton et de la communauté de communes, ainsi que des informations sur les éventuelles manifestations locales, les travaux routiers, et autres événements divers à caractère local.

## Culture locale et patrimoine

### Lieux et monuments

#### Patrimoine religieux

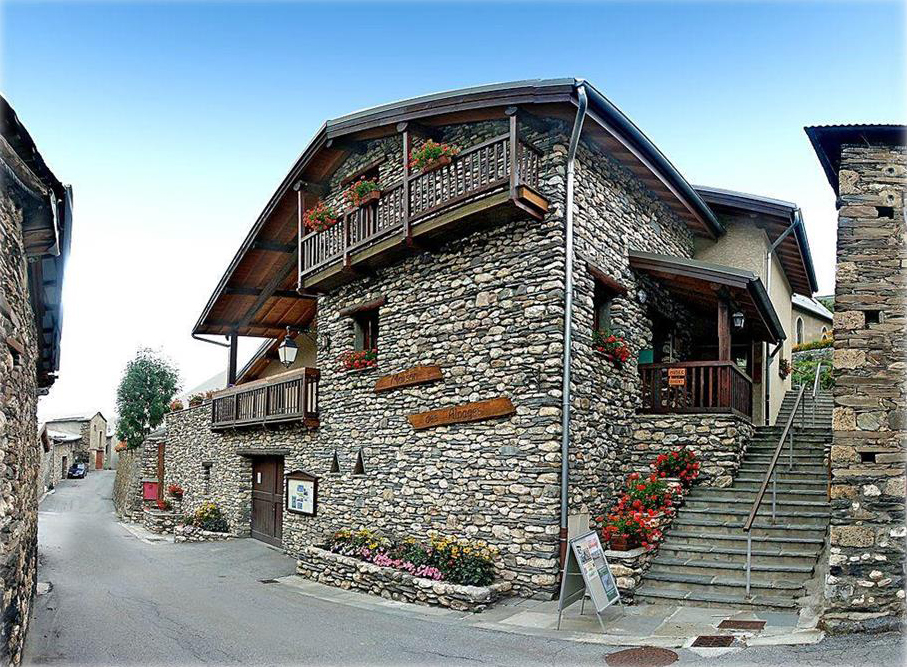
Maison départementale des Alpages.

- Église Saint-André du XIXe siècle.

#### Patrimoine civil
- Village pittoresque aux toits de lauze.
- Inscrit aux registres des bâtiments de France.
- Site classé du plateau d'Emparis.

### Patrimoine culturel
- Maison des Alpages : Musée sur le pastoralisme et les traditions.

### Espaces verts et fleurissement
En mars 2017, la commune confirme le niveau « une fleur » au concours des villes et villages fleuris, ce label récompense le fleurissement de la commune au titre de l'année 2016.